# 馬仲融
馬仲融（1616年9月26日—1648年），字木臣，陝西延安府綏德州人，清朝政治人物。

## 生平
馬仲融是順治二年（1645年）舉人，三年（1646年）聯捷進士，先在戶部觀政，後獲授固始知縣，體恤人民、禮待士子，輕徭薄賦、招集流民，十多個月後在任內去世，人民都思念他，為他懇切哭奠，並資助其家人把棺木送回綏德，入祀名宦祠。

## 家族
曾祖父馬文科；嗣祖父馬三聘，處士；生祖父馬應聘，都司；父馬光稷，廩生。

## 引用
1. 1 2  光緒《綏德直隸州志·卷七·人物志》：馬仲融，字木臣，光稷長子，順治乙酉舉人，丙戌進士，官河南固始知縣，十餘月卒，輕徭薄賦，流移四集屬纊，後固邑紳士商庶哭奠盡哀懇，祀名宦櫬不能歸，藉賻助乃歸，清德載固志名宦錄中。
2. 1 2  《順治三年丙戌科進士三代履歷》：馬仲融，曾祖文科；嗣祖三聘，處士；生祖應聘，都司；父光稷，廩生。木臣，禮記房，丙辰八月十六日生，綏德州人，乙酉六十名，會試三百二十八名，三甲二百十四名，戶部觀政，授河南固始知縣。
3. ↑  乾隆《重修固始縣志·卷十九·吏績第二十二》：馬仲融，綏德州人，順治三年以進士知固始，恤民禮士，遺愛足思，卒于任，邑人祀之名宦。 見楊志